# Blyxa japonica
Blyxa japonica es una especie de Liliopsida del género Blyxa, de la familia Hydrocharitaceae, del orden Alismatales.

## Distribución
Blyxa japonica se distribuye por Assam, Bangladesh, Borneo, Camboya, China South-Central, China Southeast, Hainan, India, Japón, Corea, Malaya, Manchuria, Myanmar, Nansei-shoto, Nepal, New Guinea, Célebes, Sumatra, Taiwán, Tailandia y Vietnam.
Se introdujo en Italia y Portugal.

## Taxonomía
Fue descrita científicamente por (Miq.) Maxim.